# Guignardia musae
Guignardia musae är en svampart som beskrevs av Racib. 1909. Guignardia musae ingår i släktet Guignardia och familjen Botryosphaeriaceae.   Inga underarter finns listade i Catalogue of Life.